# Le Merlerault
Pour les articles homonymes, voir Le Merlerault (race de poule).
Le Merlerault est une ancienne commune française, située dans le département de l'Orne en région Normandie, peuplée de 754 habitants.
En 2025, elle fusionne avec Les Authieux-du-Puits, La Genevraie, Godisson et Nonant-le-Pin pour devenir Merlerault-le-Pin.

## Géographie
La commune est aux confins du pays d'Ouche, du pays d'Auge, de la plaine d'Argentan, de la campagne d'Alençon et du Perche. Situé sur l'ancienne route nationale 26, son bourg est à 12 km au sud de Gacé, à 14 km au nord-est de Sées, à 27 km à l'est d'Argentan et à 28 km à l'ouest de L'Aigle.
| Ménil-Froger                                  | Lignères      | Champ-Haut            |
| Saint-Germain-de-Clairefeuille, Nonant-le-Pin | du Merlerault | Les Authieux-du-Puits |
| Godisson                                      | La Genevraie  | La Genevraie          |

### Hydrographie
La commune est située dans le bassin Seine-Normandie. Elle est drainée par le Don, l'Ure, la Dieuge, le ruisseau Saint-Martin, le Bief, des bras du Don, le cours d'eau 01 des Etangs des Bruyères, le Don, le fossé 01 de la commune de la Genevraie, le fossé 01 de la Flonière, le fossé 01 de la Lamberderie, le fossé 01 de la Reboursière, le fossé 01 de l'Étang des Grandes Bruyères, le fossé 01 de l'Étre-au-Macé, le fossé 01 des Planchettes, le fossé 01 des Ventes de Nonant, le fossé 01 d'Oisellerie Haras, le fossé 01 du Bois Chausson, le fossé 01 du Bois du Mesle, le fossé 01 du Champ Mignon, le fossé 02 de la commune de la Genevraie, le fossé 02 de la Croix Blanche, le fossé 02 du Colombier, le fossé 02 du Sapin, le fossé 03 des Ventes de Nonant, le fossé 04 des Planches, le fossé 07 de la Motte, le fossé 08 de la Vallée, le ruisseau de la Genevraie, le ruisseau du Bois Guimon et divers autres petits cours d'eau.
Le Don, d'une longueur de 30 km, prend sa source dans la commune de Brullemail et se jette  dans l'Orne à Almenêches, après avoir traversé dix communes. 
L'Ure, d'une longueur de 30 km, prend sa source dans la commune de Ménil-Froger et se jette  dans l'Orne à Argentan, après avoir traversé neuf communes. 
La Dieuge, d'une longueur de 16 km, prend sa source dans la commune  et se jette  dans l'Ure à Gouffern en Auge, après avoir traversé six communes. 
Un plan d'eau complète le réseau hydrographique : les étangs des Bruyères (0,98 ha),.

### Climat
Pour des articles plus généraux, voir Climat de la Normandie et Climat de l'Orne.
En 2010, le climat de la commune est de type climat océanique dégradé des plaines du Centre et du Nord, selon une étude du CNRS s'appuyant sur une série de données couvrant la période 1971-2000. En 2020, Météo-France publie une typologie des climats de la France métropolitaine dans laquelle la commune est dans une zone de transition entre le climat océanique et le climat océanique altéré et est dans la région climatique  Normandie (Cotentin, Orne), caractérisée par une pluviométrie relativement élevée (850 mm/a) et un été frais (15,5 °C) et venté. Parallèlement le GIEC normand, un groupe régional d’experts sur le climat, différencie quant à lui, dans une étude de 2020, trois grands types de climats pour la région Normandie, nuancés à une échelle plus fine par les facteurs géographiques locaux. La commune est, selon ce zonage, exposée à un « climat des plateaux abrités », se caractérisant par une pluviométrie et des contraintes thermiques modérées mais aussi, par effet de continentalité, des températures plus contrastées qu'au nord dans la plaine de Caen, avec communément 10 à 15 jours par an de plus de froid en hiver et de chaleur en été.
Pour la période 1971-2000, la température annuelle moyenne est de 9,7 °C, avec une amplitude thermique annuelle de 14,3 °C. Le cumul annuel moyen de précipitations est de 791 mm, avec 12,4 jours de précipitations en janvier et 7,9 jours en juillet. Pour la période 1991-2020, la température moyenne annuelle observée sur la station météorologique installée sur la commune est de 11,0 °C et le cumul annuel moyen de précipitations est de 775,3 mm,. Pour l'avenir, les paramètres climatiques de la commune estimés pour 2050 selon différents scénarios d’émission de gaz à effet de serre sont consultables sur un site dédié publié par Météo-France en novembre 2022.
| Mois                                  | jan.           | fév.           | mars          | avril         | mai           | juin          | jui.          | août          | sep.          | oct.          | nov.          | déc.           | année      |
| ------------------------------------- | -------------- | -------------- | ------------- | ------------- | ------------- | ------------- | ------------- | ------------- | ------------- | ------------- | ------------- | -------------- | ---------- |
| Température minimale moyenne (°C)     | 1,7            | 1,5            | 3,3           | 5,3           | 8,1           | 11,2          | 12,8          | 12,8          | 10,5          | 8,2           | 5,2           | 2,3            | 6,9        |
| Température moyenne (°C)              | 4,2            | 4,7            | 7,2           | 10,2          | 13            | 16,3          | 18,3          | 18,1          | 15,5          | 11,8          | 7,9           | 5              | 11         |
| Température maximale moyenne (°C)     | 6,8            | 7,8            | 11,1          | 15            | 18            | 21,3          | 23,8          | 23,3          | 20,5          | 15,4          | 10,7          | 7,7            | 15,1       |
| Record de froid (°C) date du record   | −12,1 07.01.09 | −12,5 12.02.12 | −9,2 13.03.13 | −3,8 03.04.22 | −1,6 02.05.21 | 2,7 01.06.11  | 5,3 30.07.15  | 5,4 21.08.14  | 1,1 26.09.10  | −1,8 21.10.10 | −6,5 30.11.10 | −10,1 19.12.09 | −12,5 2012 |
| Record de chaleur (°C) date du record | 14,2 01.01.22  | 19,7 27.02.19  | 23,2 30.03.21 | 27,2 20.04.18 | 28,1 15.05.22 | 36,3 18.06.22 | 39,1 25.07.19 | 36,6 07.08.20 | 32,7 09.09.23 | 27,5 09.10.23 | 22 01.11.15   | 15,5 30.12.22  | 39,1 2019  |
| Précipitations (mm)                   | 71,8           | 61,3           | 60,9          | 52,8          | 68,6          | 61,7          | 49,2          | 63,7          | 42,6          | 70,9          | 79            | 92,8           | 775,3      |

## Urbanisme

### Typologie
Au 1er janvier 2024, Le Merlerault est catégorisée commune rurale à habitat dispersé, selon la nouvelle grille communale de densité à sept niveaux définie par l'Insee en 2022.
Elle est située hors unité urbaine et hors attraction des villes,.

### Occupation des sols
L'occupation des sols de la commune, telle qu'elle ressort de la base de données européenne d’occupation biophysique des sols Corine Land Cover (CLC), est marquée par l'importance des territoires agricoles (91,4 % en 2018), une proportion identique à celle de 1990 (91,4 %). La répartition détaillée en 2018 est la suivante : 
terres arables (48,1 %), prairies (43,2 %), forêts (5 %), zones urbanisées (3,6 %). L'évolution de l’occupation des sols de la commune et de ses infrastructures peut être observée sur les différentes représentations cartographiques du territoire : la carte de Cassini (XVIIIe siècle), la carte d'état-major (1820-1866) et les cartes ou photos aériennes de l'IGN pour la période actuelle (1950 à aujourd'hui).

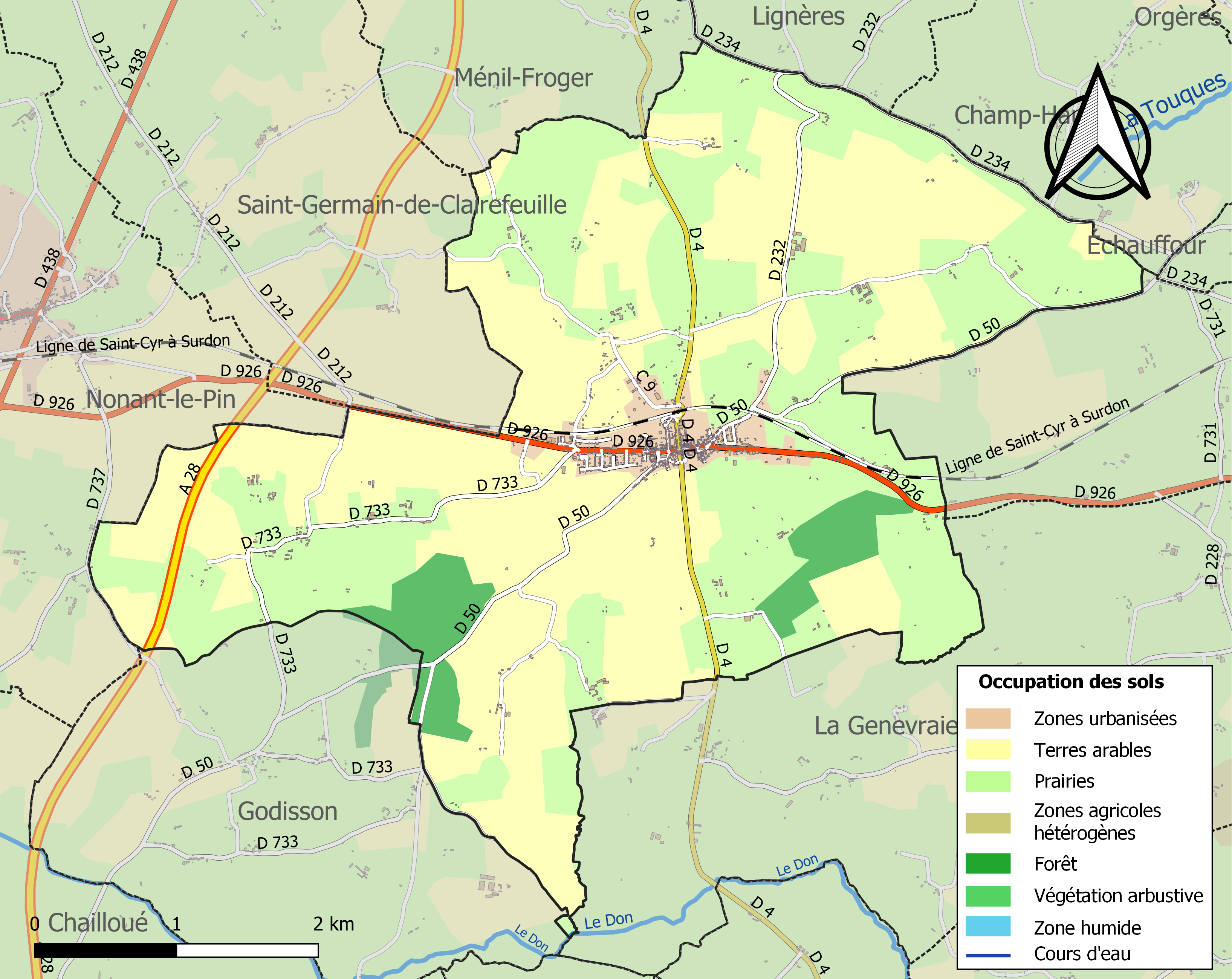
Carte des infrastructures et de l'occupation des sols de la commune en 2018 (CLC).

## Toponymie
Le nom de la localité est attesté sous les formes Merula en 862 et Merula Radulphi (non daté).
Le toponyme serait issu du latin merula, « merle », et de l'anthroponyme Raoul, baron normand du XIIe siècle.
Le gentilé est Merlurien.

## Histoire
Vers l'an 1020, Richard de Sainte-Scolasse, seigneur de la région, compagnon d'arme de Richard II de Normandie (dit Richard « l'Irascible » ou Richard le « Bon », duc de Normandie de 996 à 1026), aurait fait don du domaine  du Merle à l'un de ses compagnons d'armes, Roger, contre le service de dix chevaliers en temps de guerre. Le prénom d'un descendant de ce Roger, Raoul, Ranulf ou Rault du Merle, sera à l'origine de la terminaison "rault" du nom du bourg.
Le bourg devient au Moyen Âge une cité féodale fortifiée. A l'époque du roi Philippe-Auguste, le seigneur du Merle tient cette baronnie directement du roi sous condition que ce dernier puisse marier à sa convenance l'aîné des enfants du Merle. Pendant la guerre de Cent Ans, le bourg est l'objet de combats. Un incendie le dévaste en 1345. En juin 1356, le château que défend en vain Jean du Merle est conquis et pillé par les troupes du duc de Lancastre. Occupé à nouveau par les Anglais en 1359, il est repris en 1364 par les Français à l'issue de violents combats contre les troupes anglo-navarraises de Ferrando d'Ayens.
Le bourg quitte la famille du Merle à l'occasion du mariage en 1385 d'Agnès du Merle dame du Merle-Raoul et de Gacé avec Jean de la Champagne seigneur d'Avrilly, une forteresse aux défenses considérables. Leur fille Jeanne, décrite par certains comme la plus riche héritière du Cotentin, épousera Nicolas Paynel baron de Hambye et de Bricquebec qui transmettra le fief à leur gendre Louis d'Estouteville, gouverneur de Normandie.
Au Moyen Âge, les Montgomery y possèdent un haras.
Au XVe siècle, le bourg est rebâti à deux kilomètres au nord-est de l'ancien village. Un siècle plus tard, Sully et Henri IV y créent le Haras du Roi. En 1665, Louis XIV à l'initiative de Colbert, crée le Haras du Pin, premier dépôt d'étalons de son histoire.
En 1672, un prêtre du Merlerault, Claude Le Febvre, fait de son vivant une donation pour financer une cérémonie annuelle autour du feu de la Saint Jean, paiement de douze fagots et rémunérations des clercs ainsi que des carillonneurs. Il en précise les différentes phases, chants dans l'église, sortie en chantant Inter natos mulierum non surrexit major Joanne Baptista puis le Te Deum, procession, allumage du feu sur la place à huit heures du soir, hymnes à Saint Jean-Baptiste, retour vers l'église en chantant les Laudes, puis le Benedictus et l’oraison du jour.
En 1715, le haras national du Pin est construit pour rassembler en Normandie les haras du Roi. Il remplace les haras royaux du Merlerault et de Montfort-l'Amaury.
Au XVIIe siècle, Le Merlerault devient un des dix-huit relais de poste de la route royale d'Alençon à Rouen (déplacé à Nonant-le-Pin en 1784 à l'achèvement de la nouvelle route 138).
En 1822, Le Merlerault (1 264 habitants en 1821) absorbe Mont-Marcey (133 habitants), à l'ouest de son territoire.
Le 7 août 1830, Charles X, fuyant — à la suite des Trois Glorieuses — Rambouillet pour Cherbourg où un paquebot à destination de l'Amérique l'attend (il choisira finalement l'Écosse puis la Bohême), est rejoint au Merlerault par le colonel Caradoc, émissaire britannique de Louis-Philippe, qui lui remet la proposition de confier au nouveau pouvoir l'héritier du trône, le duc de Bordeaux, ce que sa mère, la duchesse du Berry et son grand-père refusent.
La première pierre des halles est posée en 1831. La gare du Merlerault, sur la ligne Paris - Granville, est ouverte en 1868.
Le 18 septembre 1944, la place de la mairie est détruite par l'explosion de trois camions américains remplis de munitions. Elle est reconstruite mieux qu'à l'identique.
En 2022, la commune du Merlerault envisage de fusionner avec d'autres municipalités voisines afin de former une commune nouvelle.

## Héraldique
| Armes du Merlerault | Armes de la ville du Merlerault : D'argent à un merle de sable, à un chef d'azur chargé d'un cœur d'argent accosté de deux fleurs de lis d'or. |

## Politique et administration
| Période                                  | Période    | Identité          | Étiquette | Qualité             |
| ---------------------------------------- | ---------- | ----------------- | --------- | ------------------- |
| 1889                                     | 1893       | Éléonore Forcinal |           |                     |
| 1903                                     | 1915       | Gustave Bunel     |           |                     |
| 1934                                     | 1943       | Alfred Deschamps  |           |                     |
| 1943                                     | 1945       | Édouard Pedriel   |           |                     |
| 1945                                     | 1953       | Bigeon            |           |                     |
| 1953                                     | 1965       | Marcel Deprez     |           |                     |
| 1965                                     | 1977       | Dr Rossard        |           |                     |
| 1977                                     | 1979       | Paul Vermet       |           |                     |
| 1979                                     | 1983       | Guy Séjourne      |           |                     |
| 1983                                     | 2001       | Marcel Fréard     | DVD       |                     |
| mars 2001                                | avril 2014 | Roger Bunel       |           |                     |
| avril 2014                               | En cours   | Martine Gressant  | SE        | Conjointe d'artisan |
| Les données manquantes sont à compléter. |            |                   |           |                     |

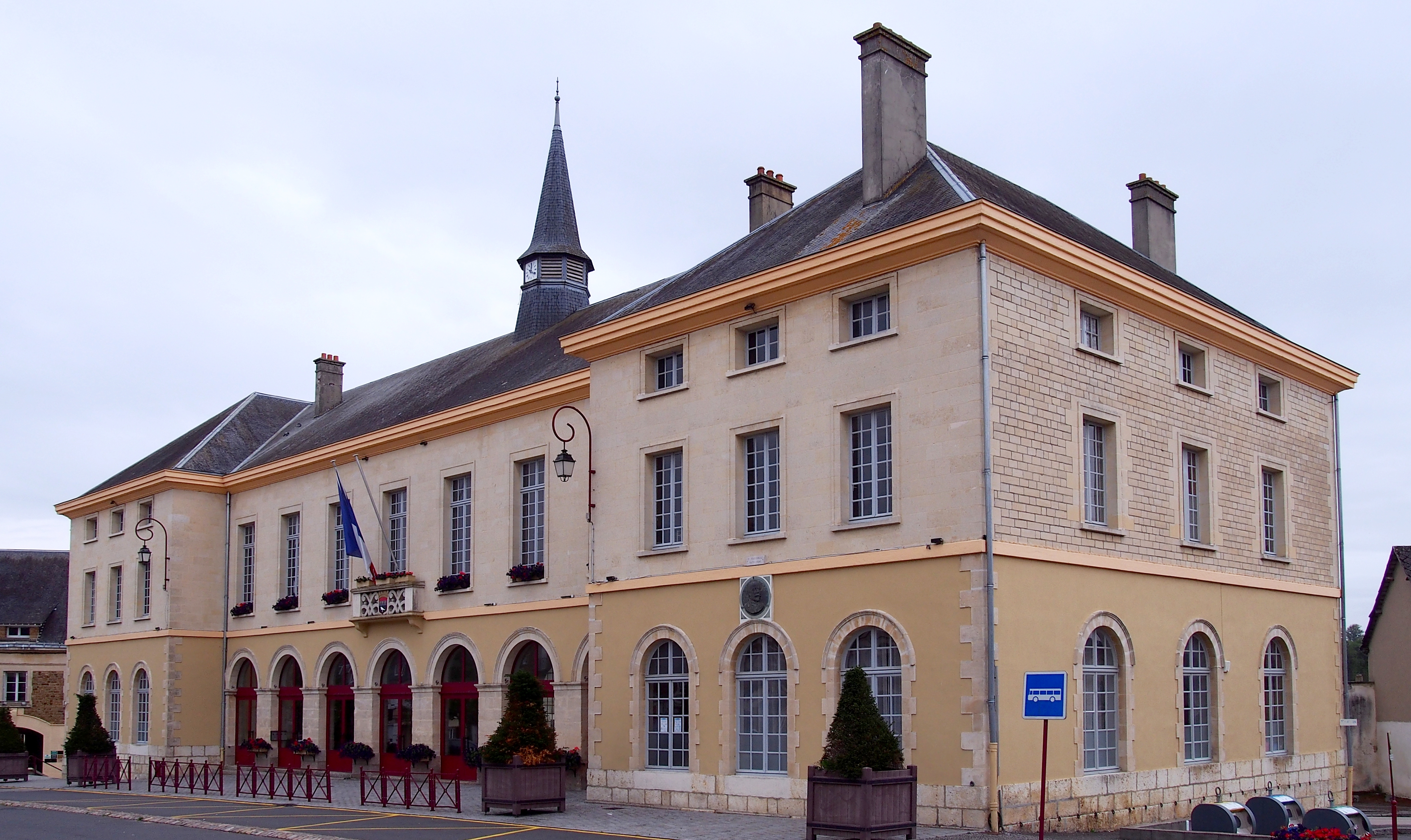
L'hôtel de ville.

Le conseil municipal est composé de quinze membres dont le maire et trois adjoints.

## Démographie
L'évolution du nombre d'habitants est connue à travers les recensements de la population effectués dans la commune depuis 1793. Pour les communes de moins de 10 000 habitants, une enquête de recensement portant sur toute la population est réalisée tous les cinq ans, les populations de référence des années intermédiaires étant quant à elles estimées par interpolation ou extrapolation. Pour la commune, le premier recensement exhaustif entrant dans le cadre du nouveau dispositif a été réalisé en 2005.
En 2022, la commune comptait 754 habitants, en évolution de −8,27 % par rapport à 2016 (Orne : −3,21 %, France hors Mayotte : +2,11 %).
Le Merlerault a compté jusqu'à 1 486 habitants en 1866.
| 1793  | 1800  | 1806  | 1821  | 1836  | 1841  | 1846  | 1851  | 1856  |
| ----- | ----- | ----- | ----- | ----- | ----- | ----- | ----- | ----- |
| 1 198 | 1 222 | 1 317 | 1 264 | 1 451 | 1 449 | 1 447 | 1 425 | 1 347 |

| 1861  | 1866  | 1872  | 1876  | 1881  | 1886  | 1891  | 1896  | 1901  |
| ----- | ----- | ----- | ----- | ----- | ----- | ----- | ----- | ----- |
| 1 367 | 1 486 | 1 328 | 1 327 | 1 282 | 1 277 | 1 269 | 1 270 | 1 257 |

| 1906  | 1911  | 1921  | 1926  | 1931  | 1936  | 1946  | 1954  | 1962  |
| ----- | ----- | ----- | ----- | ----- | ----- | ----- | ----- | ----- |
| 1 248 | 1 270 | 1 132 | 1 209 | 1 157 | 1 132 | 1 071 | 1 100 | 1 165 |

| 1968  | 1975  | 1982  | 1990 | 1999 | 2005 | 2006 | 2010 | 2015 |
| ----- | ----- | ----- | ---- | ---- | ---- | ---- | ---- | ---- |
| 1 139 | 1 097 | 1 058 | 974  | 960  | 907  | 913  | 906  | 834  |

| 2020 | 2022 | - | - | - | - | - | - | - |
| ---- | ---- | - | - | - | - | - | - | - |
| 753  | 754  | - | - | - | - | - | - | - |

## Économie
L'herbe du Merlerault, particulièrement grasse, a toujours été favorable à l'élevage des chevaux. Les nombreux haras aux alentours sont les successeurs des haras Montgomery au Moyen Âge et des haras royaux d'Henri IV.

## Lieux et monuments

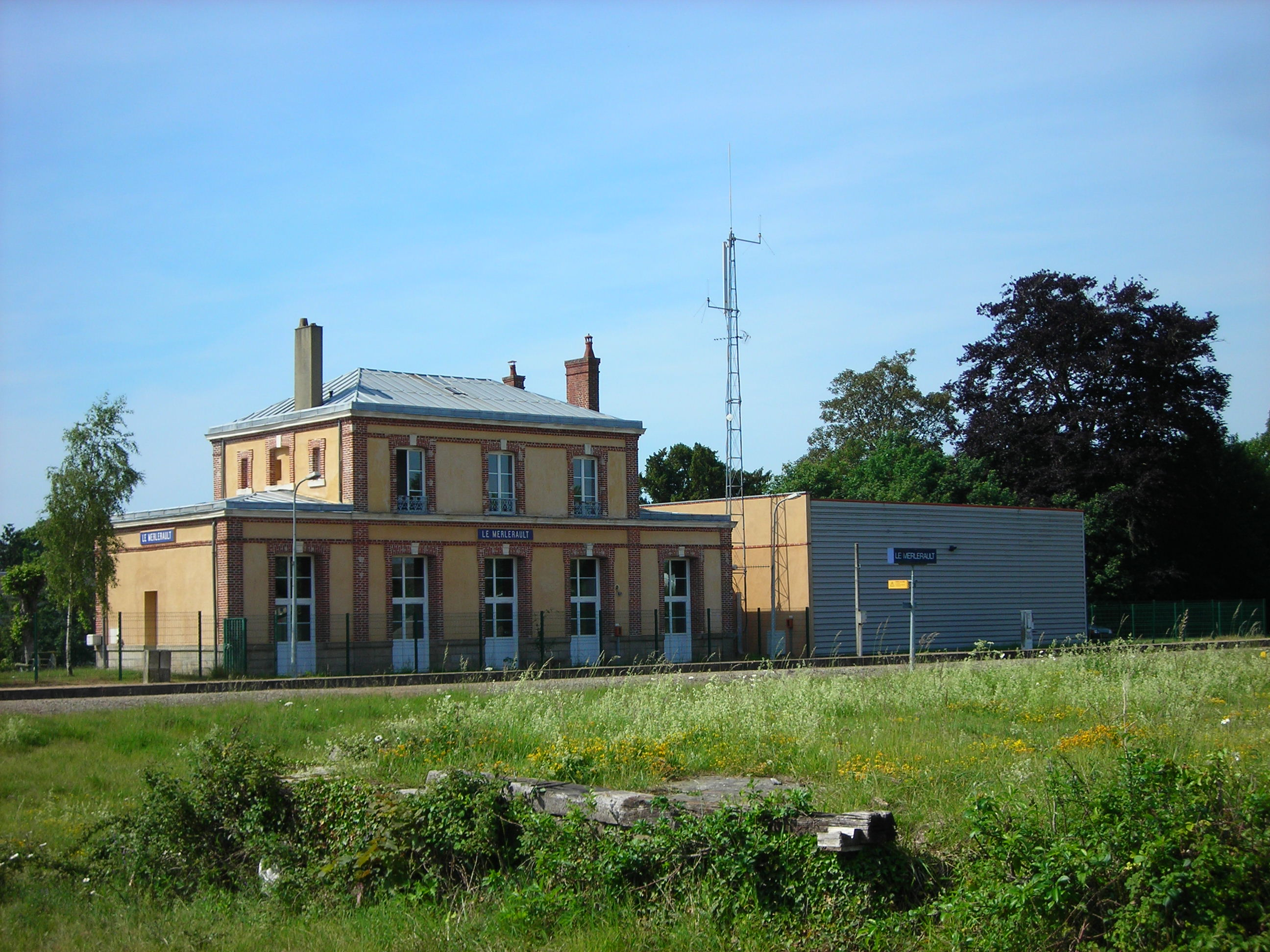
La gare du Merlerault.

- Ensemble castral du Château Clos, inscrit aux Monuments historiques[67].
- Borne du champ de saint Nicolas rappelant l'existence de la collégiale Saint-Nicolas fondée à la fin du XIe siècle par Guillaume du Merle pour abriter une relique de saint Nicolas de Myre dont le corps avait été transféré de Turquie à Bari en 1087 par les Normands.
- À 5 km du Merlerault subsistent également quelques vestiges de l'abbaye de Sainte-Marie de La Genevraye fondée vers 1160 par Fouque II[Note 3] baron du Merle et de Messei. Sa statue gisante[68] probable est exposée au Philadelphia Museum of Art. 
Les moines qui s'étaient établis dans l'abbaye étaient des bénédictins de l'abbaye de Hambye.
- Église Saint-Martin du XVe siècle, abritant un ensemble maître-autel-retable-tabernacle et une statue de saint Jean-Baptiste du XVIIIe siècle classés à titre d'objets aux Monuments historiques[69],[70].
- Vestiges de l'église Saint-Pierre-ès-Liens de Montmarcé du XIIe siècle.
- La gare du Merlerault.
- L'hôtel Sainte-Barbe, situé sur la place de l'Hôtel-de-Ville.[pertinence contestée]

## Activités et manifestations

### Sports
- L'Association sportive Le Merlerault-Nonant-le-Pin fait évoluer une équipe de football en ligue de Basse-Normandie et une autre en division de district[71].

### Jumelages
- Collingbourne Ducis (Royaume-Uni) depuis 1992.

## Personnalités liées à la commune
- Ranulf du Merle, seigneur du Merle-Raoul et baron de Morpeth dans le Norvignetteerland vers 1129.
- Foulques du Merle, seigneur du Merle-Raoul, maréchal de France en 1302.
- Pierre-René-Léonard Delaunay (1764 au Merlerault-1829), homme politique.
- François Pouqueville (1770 au Merlerault - 1838), médecin, diplomate, voyageur et écrivain.
- Louis-Edmond Guitry, né le 1er novembre 1815 de paysans normands au Merlerault, décédé en 1889 au Merlerault, dans une maison située dans l'actuelle impasse des Écoles. Petit commerçant venu à Paris, marié à Adelaïde Nourry, père de 4 enfants dont le dernier, Lucien, est le père de Sacha Guitry.
- Léon Labbé (1832 au Merlerault - 1916), médecin et homme politique (élu sénateur de l'Orne en 1892). Membre de l'Académie de médecine en 1879 et de l'Académie des sciences.
- Spire Blondel (1836 au Merlerault - 1900), écrivain d'art.
- Léon Blotière (1888 à Camembert - 1936 au Merlerault), figure du braconnage dans le bocage[72].
- Paul Levain dit Pol Ferjac (1900 au Merlerault - 1979), dessinateur et caricaturiste.